# 1205.
◄ | 12. stoljeće | 13. stoljeće | 14. stoljeće | ►
◄ | 1170-ih | 1180-ih | 1190-ih | 1200-ih | 1210-ih | 1220-ih | 1230-ih | ►
◄◄ | ◄ | 1202. | 1203. | 1204. | 1205. | 1206. | 1207. | 1208. | ► | ►►
Arhitektura • Astronomija • Glazba • Knjige • Književnost • Kršćanstvo • Medicina • Pravo • Promet • Znanost

## Događaji
- Pietro Ziani je izabran za mletačkog dužda.
- Vrhovna vlast u Dubrovačkoj Republici prelazi od Bizanta na Mletačku Republiku.
- Zadrani potpisuju ugovor s duždom Rainierijem Dandolom, kojim su se htjeli mirnim putem zaštititi od novih mletačkih napada.
- Gothard postao zagrebački biskup.
- Prvi spomen Ljupča kod Ražanca. Spominje se pod imenom Castrum Jubae.
- Osnovana Epirska Despotovina pod vlašću bizantske dinastije Angela.
- Sukob pape Inocenta III. i engleskog kralja Ivana bez Zemlje zbog imenovanja biskupa u Canterburyju.
- Andrija II. stupio na hrvatsko-ugarsko prijestolje.
- Leon Sergije postao kotorski biskup.
- Ikonijski Sultanat opsjeda glavni grad Trapezuntskog Carstva Trabzon.
- Bitka kod Drinopolja. Sukob Bugarske i Latinskog Carstva.
- Bitka kod Sera. Sukob Bugarske i Latinskog Carstva.
- Bonifacije I., markgrof montferratski zavladao središnjom Grčkom.
- 1. kolovoza – Ugarsko-hrvatski kralj Andrija II. dao Ninu status slobodnog kraljevskog grada.

## Smrti
- 21. srpnja Enrico Dandolo, mletački dužd. (r. 1107.)
- Damjan Juda, dubrovački knez
- Roman Mstislavič, prvi knez Galičko-Volinjskog Kraljevstva. (r. 1152.)

## Vanjske poveznice
|  | Zajednički poslužitelj ima još gradiva o temi 1205. |